# Операція «Дабл Страйк»
Операція «Дабл Страйк» (англ. Operation Double strike, досл. «Подвійний удар») або Наліт на Швайнфурт і Регенсбург (англ. Schweinfurt–Regensburg mission) — військова операція американських та британських військово-повітряних сил зі стратегічного бомбардування німецьких міст Швайнфурт і Регенсбург 17 серпня 1943. Авіаційні удари завдавалися силами 376 важких бомбардувальників B-17 «Летюча фортеця» зі складу 8-ї повітряної армії США під прикриттям британських винищувачів з амбіційною метою зруйнування інфраструктури та виробничих потужностей німецької авіаційної промисловості.
Операція отримала умовну назву «Подвійний удар», через те, що два великі бомбардувальні угруповання союзної авіації одночасно завдавали удару по 2-х промислових районах. Союзне командування сподівалося, що таким чином, винищувальна авіація ППО Люфтваффе не буде спроможна адекватно відповісти на удар. До того ж, це була перша «човникова» місія стратегічної авіації союзників, коли бомбардувальники злітали з одних аеродромів, а сідали на зовсім інші на шляху перельоту, а з іншою місією бомбардували інші цілі під час повернення на рідні авіабази.
Операція кілька разів переносилася через погані льотні умови. Врешті-решт 17 серпня 1943, місія № 84, як вона іменувалася в документах союзників, у кількості 376 американських бомбардувальників, поділених на 16 ударних груп, злетіла з авіабаз в Англії та попрямували на південь Німеччини. Через обмеженість бойового радіуса дії британських винищувачів, незабаром американці лишилися без авіаційного прикриття в небі супротивника. Й хоча наліт призвів до значної шкоди намічених цілей, проте втрати виявилися неприпустимо великі: з 376 «літаючих фортець», що брали участь у рейді, 60 було збито і ще 11 постраждали так, що не підлягали відновленню.